# دانشگاه یوان زه

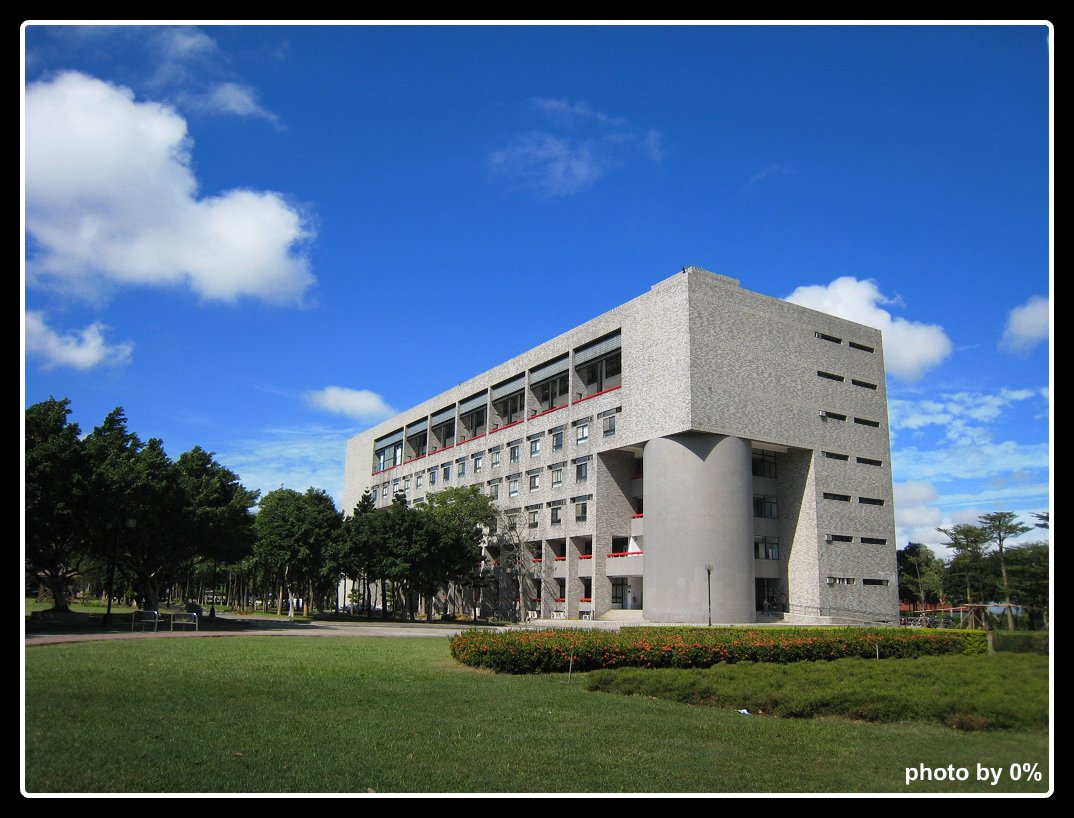

دانشگاه یوان زه (YZU ; Chinese) یک دانشگاه خصوصی واقع در شهر تائویوان، تایوان است. پردیس YZU که در سال ۱۹۸۹ تأسیس شد، در منطقه Zhongli تائویوان است. این دانشگاه دارای پنج کالج، مهندسی (مورد تأیید IEET)، انفورماتیک، مدیریت (معتبر توسط AACSB و AAPBS), علوم انسانی و علوم اجتماعی، و مهندسی برق و ارتباطات (مورد تأیید IEET) است. یوان زی در رتبه‌بندی دانشگاه‌های جهانی تایمز در سال ۲۰۲۲ رتبه ۱۲۰۱ را کسب کرد. در سال ۲۰۲۲، این دانشگاه در رتبه‌بندی دانشگاه جوان آموزش عالی تایمز رتبه ۴۰۱ را کسب کرد.